# Poyntzpass
Poyntzpass (gaèlic irlandès Pas an Phointe) és una vila en la frontera entre el comtat d'Armagh i el comtat de Down a Irlanda del Nord. Forma part del districte d'Armagh. Segons el cens de 2001 tenia 1987 persones.
La vila aplega els townlands de Tullynacross, Brannock, Federnagh i Loughadian. Inclou cinc llocs de culte cristià; una església catòlica romana, una església de l'Església d'Irlanda, una església presbiteriana, una església baptista i una independent; 3 pubs; i 2 escoles primàries.

## Demografia
Segons el cens de 29 d'abril de 2001 la població resident a Poyntzpass era de 2.197 persones. D'elles: 
- 24,0% tenien menys de 16 anys i el 19,5% tenien més de 60;
- 50,4% de la població era masculina i el 49,6% femenina;
- 26,6% són catòlics irlandesos i el 71,9% són protestants o d'alters confessions.

## Història
Històricament, és un dels pocs punts de pas a través d'un pantà a 40 kilòmetres de Lough Neagh a Carlingford Lough, seguint el curs d'un glacial prehistòric sobre el canal del qual deriva la segona meitat del seu nom. La primera meitat es deriva del coronel Charles Poyntz.
El pas que va donar nom a la ciutat es troba en una de les principals rutes cap al sud, i va ser nomenat pel tinent Charles Poyntz de Gloucestershire, qui el va defensar contra Hugh O'Neill, 3r comte de Tyrone en 1598.
Hi havia un castell a Poyntzpass, les ruïnes del qual encara es podien veure a mitjans del segle xix, però ara ja no n'hi ha rastre llevat 'Corner Castle' el nom d'una cantonada del carrer William.

## Esport
El club local de futbol gaèlic és el Redmond O'Hanlons (Cumann Réamainn Uí hAnluain). Fou creat pel 1960, restà inactiu des del 1970 però ha reviscolat en 1977. Participa en competicions a nivell juvenil a les competicions del comtat i es combina amb Whitecross i Lissummon als camps infantils de St Brigid's.

## Personatges
- Redmond O'Hanlon, raparee del segle XVII
- Charles Davis Lucas, primer receptor de la creu Victòria.
- Els jugadors internacionals de rugbi Simon i Rory Best.